# سیارک ۵۵۰۸
سیارک ۵۵۰۸ (به انگلیسی: 5508 Gomyou، نامگذاری:1988EB) پنج هزار و پانصد و هشتمین سیارک کشف شده‌است که در ۹ مارس ۱۹۸۸ کشف شد.